# Kara Zor-El
Supergirl ou Kara Zor-El est un personnage de DC Comics et la cousine de Superman.

## Biographie
Supergirl est apparue pour la première fois dans Action Comics #252 (en mai 1959) et elle a été la première personne à utiliser le nom de Supergirl.
Elle est la fille de Zor-El et d'Allura In-ze
Elle est tuée pendant Crisis on Infinite Earths en 1986, et puis effacée de l'Histoire. Kara est réintroduite en 2004 dans la série de Superman/Batman.
Deux animaux dotés de super-pouvoirs ont partagé quelques-unes de ses aventures : Streaky the supercat apparu dans Action Comics numéro 261 et Comet, the super-horse apparu dans Adventure Comics 293 de février 1962.

## Interprétations
- Helen Slater (VF : Emmanuèle Bondeville / Karine Foviau[2]) a interprété Kara dans le film Supergirl en 1984 et le film The Flash en 2023 de l'Univers cinématographique DC.
- Adrianne Palicki (VF : Caroline Lallau) a interprété Kara dans l'épisode 22 de la saison 3 de la série télévisée Smallville.
- Laura Vandervoort (VF : Barbara Beretta) a interprété Kara dans les saisons 7, 8 et 10 de la série télévisée Smallville.
- Melissa Benoist (VF : Zina Khakhoulia) interprète Kara dans la série télévisée Supergirl ainsi que dans les séries du Arrowverse, Arrow, Flash, Legends of Tomorrow et  Batwoman.
- Sasha Calle (VF : Kelly Marot ; VQ : Célia Gouin-Arsenault) a interprété Kara dans le film The Flash en 2023 de l'Univers cinématographique DC.
- Anais Fairweather (VF : Virginie Ledieu) dans la série et les films DC Super Hero Girls.
- Jessica DiCicco dans Lego DC Comics Super Heroes : La Ligue des Justiciers - L'affrontement cosmique.
- Milly Alcock l'interprète dans Superman de James Gunn prévu pour 2025. Premier film du DC Universe, elle aura ensuite son film « solo », Supergirl, prévu en 2026.